# Законодательное собрание Нью-Брансуика
Законодательное собрание Нью-Брансуика является однопалатным парламентом канадской провинции Нью-Брансуик и состоит из 55 мест. Выборы проходят каждые пять лет, но могут объявляться и чаще лейтенант-губернатором (представителем королевской воли в провинции) по совету премьер-министра. Премьер-министром провинции является лидер партии, получившей большинство мест в законодательном собрании.
Законодательное собрание Нью-Брансуика расположено в столице провинции — городе Фредериктоне. Законодательное собрание было образовано вместе с провинцией в 1784 году, но первые выборы прошли в конце 1785 года, а первое заседание в 1786 году. До 1891 года законодательное собрание было нижней палатой двухпалатной системы. В 1981 году верхняя палата была расформирована. 56-е выборы законодательного собрания состоялись 18 сентября 2006 года.
Здание законодательного собрания, открывшееся в 1882 году, было сконструировано Джеймсом Чарльзом Филиппом Дюмареском (James Charles Philip Dumaresq (1840-1906), J.C. Dumaresq), после того как предыдущее здание, известное как Провинс-Холл, было уничтожено пожаром в 1880 году.